# Зхоб (округ)
Зхоб (Жоб; урду ضلع ژوب‎ [ʒoːb], англ. Zhob District) — один из 30 округов пакистанской провинции Белуджистан. Административный центр — город Зхоб.

## География
Площадь округа — 20 297 км². На севере граничит с территорией Афганистана, на северо-востоке — с округом Ширани, на востоке — с округом Мусахель, на западе и юге — с округом Килла-Сайфулла, на юго-западе — с округом Лоралай.

## Административно-территориальное деление
Округ делится на два техсила, которые в свою очередь подразделяются на 16 союзных советов:
- Зхоб (14 союзных советов)
- Какар-Хурасан (2 союзных совета)

## Население
По данным переписи 1998 года, население округа составляло 275 142 человека, из которых мужчины составляли 54,44 %, женщины — соответственно 45,56 %. Уровень грамотности населения (от 10 лет и старше) составлял 16,8 %. Уровень урбанизации — 15,93 %. Средняя плотность населения — 13,6 чел./км². В национальном составе преобладают представители различных пуштунских племён.